# Annamajor (Baracska)
Annamajor egy település Fejér vármegyében, a Martonvásári járásban. Közigazgatásilag Baracskához tartozik.

## Földrajza

### Fekvése
Annamajor Baracskától 6,1 kilométerre délre fekszik.

### Demográfiai adatok
2011-es adatok szerint a település lakónépessége 1476 fő, a lakások száma pedig 83.

## Gazdasága

### Annamajori Mezőgazdasági és Kereskedelmi Kft.
A Annamajori Mezőgazdasági és Kereskedelmi Kft. elítéltek munkáltatására létrehozott, teljesen állami tulajdonban lévő vállalat. A vállalat szerves egységet képez a Közép-dunántúli Országos Büntetés-végrehajtási Intézettel.
Az Annamajori Kft. tulajdonában 1057 hektárnyi földterületen van, melyen főleg repcét, árpát, búzát, kukoricát és napraforgót termesztenek, s továbbá 50 hektáros termőterületen spárgatököt, melyet kaporral 1 kilogrammos kiszerelésbe csomagolnak a vállalat feldolgozóüzemében.
A vállalat területén tejtermelő tehenészetet tartanak fenn, ahol holstein-fríz szarvasmarhák termelik a tejet. A tehenészetben dolgozók többsége elítélt, s csak néhány civil.
Az Annamajori Kft. területén 4000 m² ipari csarnok is van, ahol bérmunkásokkal leginkább nyílászárókat gyártanak.
Az elítéltek ellátását a helyi sütőüzem látja el, ahonnan a helyi boltokba is kerül termék.

## Közlekedés
Annamajort menetrendszeri autóbuszjárat köti össze Vállal, Kajászóval, Baracskával.